# Gomma A
Gomma A – francuski przemysłowy materiał wybuchowy, mieszanina 92% nitrogliceryny i 8% nitrocelulozy.
Właściwości:
- prędkość detonacji - 7800 m/s (przy gęstości 1,59 g/cm³)
- ciepło wybuchu - 6500 kJ/kg
- objętość właściwa gazów wybuchowych - 752 dm³/kg